# Famille de Chalendar
La famille de Chalendar est une famille de la noblesse française subsistante, originaire du Vivarais. Elle est divisée en deux branches, une dans le Velay, une autre en Lorraine.

## Histoire
Gustave Chaix d'Est-Ange écrit que cette famille a pour premier auteur connu Jacques de Chalendar mentionné dans un acte du 13 décembre 1379 comme notaire à Chassiers, en Vivarais, il avait épousé Jeanne dite de Chassiers. Il ajoute que cette famille s'est agrégée définitivement à la noblesse au XVIe siècle, qu'elle est composée de diverses branches et rameaux et il mentionne pour ceux-ci plusieurs maintenues en la noblesse. Il indique également que le rameau actuellement subsistant, bien que maintenu noble le 17 août 1760 par arrêt de la Cour des aides de Montpellier, n'a pas fait reconnaître sa noblesse lors des grandes recherches sous Louis XIV et n'a pas participé aux assemblées de la noblesse de 1789.

## Généalogie

### Branche principale
- Jacques de Chalendar (vers 1389) x Jeannette dite de Chassiers
  - Pierre de Chalendar (vers 1432) x Marguerite de La Prade
    - Bertrand de Chalendar (vers 1449) x Hélie de Borne, veuve de Louis de Montort
    - Armand de Chalendar (vers 1481) x Louise Estagette ; x Marguerite Le Franc
      - Guillaume de Chalendar (vers 1482) x 1506 Françoise de La Tour
        - Guillaume II de Chalendar x 1556 Catherine du Roure
          - Antoine de Chalendar
          - Claude de Chalendar — auteur de la branche cadette.

### Branche cadette
- Claude de Chalendar x 1589 Gabrielle Bonnet
  - Charles II de Chalendar x 1635 Anne Véron
    - Joseph de Chalendar x 1682 Claire Jourdan de Veaux
      - Jean-François de Chalendar (vers 1683) x Marie Véron de Villette
        - Claude-Joseph de Chalendar x 1744 Jeanne Forel
          - François-Mathieu, sous-lieutenant (régiment d'Auvergne, 1777), lieutenant des maréchaux de France (pour Le Puy-en-Velay) ;
          - Jean-Baptiste-Marguerite (1751-1820), lieutenant-colonel x Marie-Thérèse de la Barthe
            - Marie-Françoise Amélie de Chalendar (°1789-?) ;
            - Arsène-Ferdinand-Joseph-Vincent de Chalendar (1792-1863), général de division x 1831 Catherine Dejardin (1805-1882)
              - Clémence (1834-1914) x 1859 Gustave Mignot ;
              - Edmond (1835-1875), chef d'escadron de cavalerie x 1871 Marguerite Chaperon (1847-?) ;
              - Ferdinand de Chalendar (1843-1925), général de brigade x 1882 Alexandrine Roguin (1857-1941)
                - Louis-Marie-André de Chalendar (1889-1972), inspecteur des finances x Hélène Girardon (1894-1983)
                  - Jacques Marie Fernand de Chalendar (°1920), inspecteur des finances x 1957  Nicole Paule de Frévol d'Aubignac de Ribains (1928-1985)
                    - Pierre-André de Chalendar (°1958), président-directeur général de Saint-Gobain.

## Armes, devise
Armes : De sinople, à un lévrier passant d'argent, accolé de gueules, bouclé d'argent, surmonté d'un lambel à trois pendants d'or, un croissant d'or en pointe, au chef d'azur, chargé de trois étoiles d'or. 
Leur devise est « fidelis ac constans » (fidèle et constant).

## Pour approfondir